# Monasterio de Nuestra Señora del Carmen
El Monasterio de Nuestra Señora del Carmen en Haifa (en hebreo: מנזר גבירתנו של הכרמל) es un monasterio de religiosos carmelitas fundado en 1892 y trasladado en 1936 a las alturas de la ciudad de Haifa en Israel. El edificio está situado en la cima del Monte Carmelo con vistas al centro de la ciudad de Haifa. Este monasterio está dedicado a Nuestra Señora del Monte Carmelo.
La comunidad monástica reúne veinte religiosos de diversas nacionalidades. El idioma que se habla en la comunidad es el francés. El monasterio obtiene sus ingresos de la venta a los peregrinos y turistas de velas y objetos religiosos, y algunos productos agrícolas producidos localmente. No debe ser confundido con el Monasterio de Stella Maris.